# Triple Galop
Triple Galop est une série d'albums de bande dessinée publiée aux éditions Bamboo, scénarisée par Michel Rodrigue et dessinée par Benoît du Peloux. Commencée en mars 2007, cette série est constituée de gags répartis sur une ou deux pages. Elle se déroule principalement dans un centre équestre, pouvant être ainsi considérée comme une parodie de Horseland ou de Grand Galop. Depuis le quatrième tome, les chevaux ont la parole autant que les personnages humains. L'auteur manie volontiers l'anthropomorphisme, mais ne se prive pas pour donner de véritables conseils de comportement équin ou prendre position, par exemple contre l'utilisation des quads dans la nature.
Cette série a été déclinée en deux romans jeunesse, Mascotte mène l'enquête et Le Crack d'Alexandrie.